# 三好英之
三好 英之（みよし ひでゆき、旧名栄次郎、明治18年（1885年）8月29日 - 昭和31年（1956年）2月14日）は、日本の実業家、政治家。元衆議院議員、参議院議員。元国務大臣北海道開発庁長官。鳥取県米子市名誉市民。三好家第10代当主。鳥取県平民。
大正13年（1924年）衆議院議員に初当選し、戦前に6回の当選を重ねた。地元振興の貢献としては、山陰鉄道開通記念の博覧会に尽力したのをはじめ、山陰実業銀行を設立、戦後はラジオ山陰（現山陰放送）の開局に携わるなど調整能力、行動力は抜群であった。家系は清和源氏、小笠原氏の支流・三好氏。

## 経歴
米子道笑町の商家に生まれる。三好常次郎の次男。
県立第二中学校（現米子東高校）、東京の京華中学を経て明治39年（1906年）に早稲田大学政治経済科を卒業。
郷里に帰り、山陰日日新聞社を創立、言論をもって政治への志向を訴え、大正3年（1914年）山陰青年団を結成。憲政擁護、地方自治伸張の論陣を張る。
1912年山陰実業銀行を設立、頭取は三好、専務は後藤快五郎。
大正13年（1924年）の第15回衆議院議員総選挙に無所属で立候補し初当選。
昭和2年（1927年）立憲民政党の結成に参加。戦前は米内内閣の陸軍政務次官、大政翼賛会中央協力会議員、翼賛政治会衆院部長等を歴任した。また院内では商工委員会に属していた関係から岸信介と親交を結んだ。戦後日本進歩党の結成に参加したが公職追放となった。
追放解除後は、いったん民政旧友会を結成したが、武知勇記らと共に岸信介を担いで保守新党を結成しようと画策。国民民主党と合同して保守新党を結成しようとする大麻唯男・松村謙三らと対立し新日本政治経済調査会を結成。更に旧民政党系以外の政治家も加えて日本再建連盟を結成し理事長に就任した。
日本再建連盟は昭和27年（1952年）の総選挙に十数名の候補者を擁立したが、当選したのは武知勇記1人だけで三好を含めた他の候補は全て落選。翌年の参議院選挙に無所属で立候補し当選。
昭和29年（1954年）日本民主党の結成に参加し、第1次鳩山一郎内閣の北海道開発庁長官に就任。昭和30年（1955年）保守合同により自由民主党の結成に参加。
日本棋院副理事長をつとめ、のち昭和30年〜昭和31年には理事長をつとめた。
自民党結成後3か月後の昭和31年（1956年）2月14日、東京第二国立病院において死亡。墓は米子市寺町の福厳院にある。

## 人物像

### 学生時代
中学校時代の三好少年の面影を、のちに同級生の鹿野澄（元陸軍主計中将）が回顧しているが、「君は名門にして富豪の子、私は貧乏士族の子、家庭も環境も大いに違っていたが、少年にはそんな差別はない。お互いに敬愛しつつよく遊んだ。当時の君は温厚、誠実で、白皙の美少年だった。別に糞勉強もしなければ、特に目立った存在でもなかった」といっている。

### 岸信介と三好
岸信介が巣鴨プリズンに入所中、三好はたびたび岸を訪問しかわらざる友情を示した。岸は巣鴨から三好に「雨となり　風となる世にうれしきは　変わらぬ友のなさけなりけり」という歌をおくっている。
三好が死去した後、丸ノ内ホテルで開かれた「三好を偲ぶ会」でのあいさつに友人の岸信介は、「私が今日あるはすべてこれ三好君のおかげであり、もし私に足らざるところがありとすれば三好君が余にも早く私とはなれて他界したからにほかならない」と述べ、出席者一同をほろりとさせた。

### 評価
三好について、昭和38年（1963年）朝日新聞社刊行の『新人国記4』138-139頁に、「米子といえば政界では三好英之、山陰切っての金持ちの出で、戦中は翼賛政治会の衆議院部長だったが、戦後は岸信介の日本再建連盟理事長を勤めるなど、岸を政界へ再起させる総参謀役、そのため保守合同の舞台裏で活動したが、合同の望みを果して三十一年に死んだ。いまも話に残る美男、国務相、北海道開発庁長官になったこともあり、県出身三人目の大臣。」とある。

## 家族・親族

### 三好家
（鳥取県米子市道笑町、東京都）
三好家は道笑町・日野町にわたって本家分家が広い間口を占めて、諸商売を営み土地への投資も行った。米子近世の富商としての三好家は、阿波三好氏の一党である。元亀･天正のころ河内・和泉のあたりに活躍した三好康長は河内高屋城主であった。
横田村詮は三好の重臣であったが、三好氏が松永勢に攻められて滅亡後、豊臣秀吉の将中村一氏の家臣となり、一氏の妹を妻とした。中村一忠が米子城主となり、慶長8年（1603年）老臣横田内膳村詮を暗殺した時、横田方に三好右衛門兵衛がいた。これが阿波三好の流れである。
中村家十八万石の執政家老横田内膳正村詮は三好一門、子がなかったので三好右衛門兵衛を養子とした。米子へきた右衛門兵衛には左内、玄蕃の兄弟がいた。しかし内膳正暗殺事件によって右衛門兵衛らは城内飯山にこもり一忠に反抗した。その侍たちの横田党を指揮したのは、当然右衛門兵衛で、一党の生き残りは助命されたが、当時の法によって主将は切腹して部下の助命にかわるのは又当然である。三好家にのこる古文書によると、切腹にあたり一門に帰農土着を訓えている。右衛門兵衛は実名義紹とおもわれる。内膳の事件後六年、中村一忠が急死したので、三好家の二人は米子に帰った。だが左内、玄蕃の同一人であるかはたしかでない。兄を久兵衛義信、弟を仁兵衛長政といい、兄は稲田氏と改めて農家になり四日市（福市）に土着し、弟は三好氏で商人になった。これが道笑町・三好家の先祖であるという。
伝承では仁兵衛長政が米子三好の先祖となっているが初代清心が寛文四年（一六六四）死去とすれば、義紹没後五十年、仁兵衛の子か孫となるわけである。左内、玄蕃ともつながる可能性は大きい。米子城下の大通りしかも目ぬき通りに店をもち豪商郷士の誇りをもっていた三好氏は、中村家遺臣、大阪出身の第一級であったであろう。
五代佐二郎の時文化5年（1808年）に藩の献金要請があり、全額銀700貫のうち300貫を三好が拠出しているから、当時の富力のほどがうかがわれる。その前後三好家は分家が次第に増加したのは富の分配が可能であったからで砂糖･酢・紙類・古手類などと分家が軒を連ね、町内外に多くの土地・借家も持ち、在方での小作地の保有も増えた。米子城代荒尾氏から20人扶持をあたえられていたということは、三好家が財力で藩財政に種々の貢献をしたことを物語る。
現在も町内に三好内科医院やその一門が繁栄している。三好三七夫（みよし みなお）は昭和34年（1959年）医学博士号を受け、昭和40年（1965年）に三好内科医院を開業した。
- 父・常次郎[2]

文久元年6月生 - 没
- 母・フテ（天野大三郎長女[2]）

明治元年（1868年）2月生 - 没
- 弟・次一郎[2]

明治21年（1888年）11月生 - 没
- 妹・たき（島根県平民、原本大三郎養子虎一郎に嫁する）

明治23年（1890年）10月生 - 没
- 妻・モト（島根県、政治家遠藤嘉右衛門の妹）
- 長男・基之（実業家）

大正7年（1918年）11月生 -
同妻・世志子（実業家、政治家米原章三（元鳥取県議会議長）の娘）
- 娘

### 親戚
相澤英之（官僚、政治家）
司葉子（女優）
奥出雲の山林大地主23代田部長右衛門（実業家、政治家・元島根県知事）など